# Aspebedes
Aspebedes (em grego: Ασπεβέδες; romaniz.: Aspebédes) foi, segundo a narrativa de Procópio de Cesareia, um oficial militar parta da família Ispabudã que se envolveu na Guerra Ibérica entre os Impérios Sassânida e Bizantino. Aparentado com a dinastia sassânida pelo casamento de sua irmã, é mencionado pela primeira vez em 531 quando participou de uma invasão na Mesopotâmia e do subsequente cerco mal-sucedido de Martirópolis.
Logo após a ascensão de Cosroes I (r. 531–579), participou de uma conspiração palaciana e foi morto por ordem dele. Possivelmente pode ser identificado com o oficial Aspebedo (em grego: Ασπεβέδου; romaniz.: Aspebédou; em latim: Aspebedus) que negociou a paz com o Império Bizantino em 506.

Fronteira romano-persa durante a Antiguidade Tardia

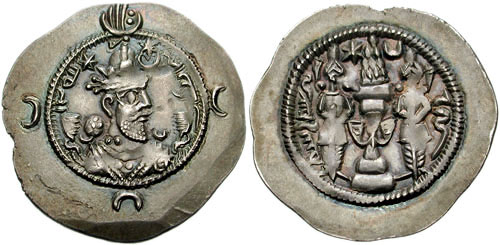
Dracma do xá sassânida r.

## Biografia
O nome Aspebedes presumivelmente provém da corruptela do título aspabedes (spahbed em persa). Segundo Procópio, moedas de Aspebedes foram cunhadas durante o reinado do xá Cavades I (r. 488-496; 499-531) devido ao casamento do último com sua irmã; desta união nasce seu sobrinho e futuro xá Cosroes I (r. 531–579). Aparentemente era o pai ou avô de outro personagem conhecido como Asparapete (Asparapet segundo Sebeos), de nome original Sapor, que foi o avô do xá Cosroes II (r. 591–528), fruto do casamento de sua filha com Hormisda IV (r. 579–590); além deste parentesco, sabe-se que Sapor era pai de Bestã e Bindoes.
Possivelmente pode ser identificado com o oficial Aspebedo que, em 506, teria participado das negociações que levaram à paz entre Anastácio I Dicoro (r. 491–518) e Cavades I e puseram fim à Guerra Anastácia. Durante a Guerra Ibérica, após a derrota persa na batalha de Dara (530) nas mãos do general Belisário, Cavades I organizou uma invasão ao território bizantino, na qual um grande exército, comandado pelos oficiais Mermeroes, Canaranges e Aspebedes, entrou na Mesopotâmia e sitiou a cidade de Martirópolis, que naquele momento estava sendo protegida pelos generais Buzes e Bessas. Embora no comando de uma grande força, com a aproximação do inverno e de reforços bizantinos oriundos de Amida e a morte repentina de Cavades I, os persas levantarem cerco em novembro ou dezembro.
No começo do reinado de Cosroes I, ele envolveu-se junto com outros membros da aristocracia persa em uma conspiração na qual tentou-se colocar no poder Cavades, filho de Zames e sobrinho de Cosroes I. Ao saber do complô, o xá mandou executar todos os seus irmãos, junto da prole deles, além de todos os "persas notáveis" que estivessem envolvidos, incluindo Aspebedes.